# 并发性
並行性（英語：Concurrency）是在计算机科学中，同一個系统擁有多個計算處理程序，這些處理程序有同时执行的潛在互動特性，因此系統會有相當多個執行路徑且結果可能具有不確定性。并发计算可能会在具備多核心的同一个晶片中交錯运行，以优先分时线程在同一個處理器中執行，或在不同的处理器执行。
一些数理模型已經為解決一般的並行計算問題而發展，包括Petri网、进程、PRAM模型和演员模型。

## 议题

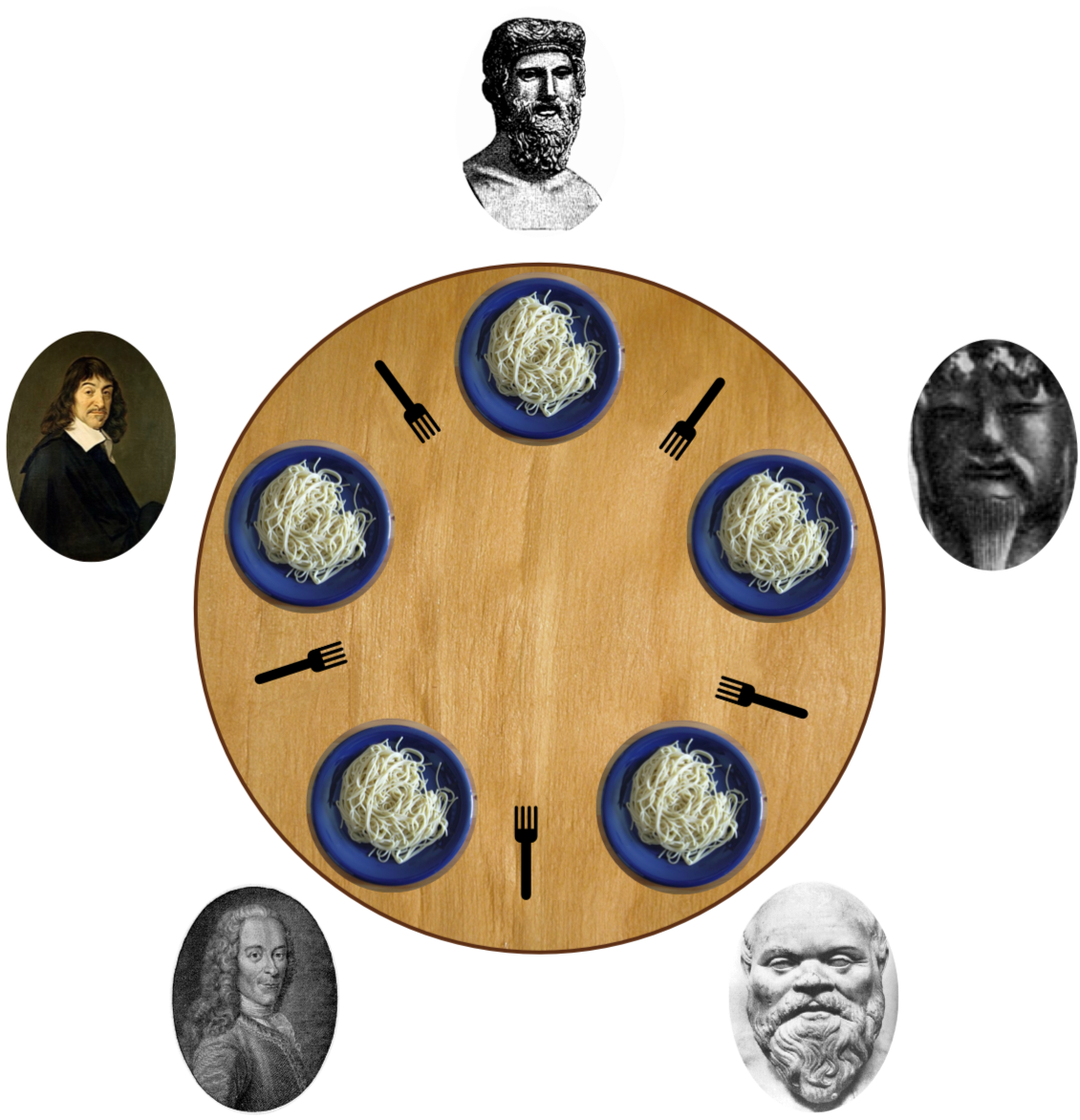
哲學家就餐問題是一個關於並行性和分享資源的典型問題。

因為在並行系統下運算可以在執行時彼此互動，系統可進行的執行路徑會有相當多個，產生的結果可能具有不確定性。並行使用的分享資源可能變成一個不確定的資源並導致諸如死鎖和資源匱乏的問題。

## 补充阅读
- Lynch, Nancy A. . Morgan Kauffman. 1996. ISBN 1558603484.
- Tanenbaum, Andrew S.; Van Steen, Maarten. . Prentice Hall. 2002. ISBN 0-13-088893-1.
- Kurki-Suonio, Reino. . Springer. 2005. ISBN 3-540-23342-3.
- Garg, Vijay K. . Wiley-IEEE Press. 2002. ISBN 0-471-03600-5.
- Magee, Jeff;, Kramer, Jeff. . Wiley. 2006. ISBN 0-470-09355-2.

## 其他链接
- Concurrent Systems at The WWW Virtual Library （页面存档备份，存于）